# Kalundborg Havn
Kalundborg Havn er en havn i Kalundborg og en af Danmarks største havne , med en årlig godsomsætning på mere end 3,5 mio. tons.
Havnen er beliggende i bunden af Kalundborg Fjord ca. 9 sømil fra T-ruten, dybvandsruten til Baltikum.
Alt i alt råder havnen over et landareal på 0,8 mio. m², et vandareal på knap 1,2 mio. m².
På havnearealerne er blandt andet NKT Flexibles fabriksanlæg til produktion af rørledninger til off shore industrien, skandinaviens største terminalkapacitet til korn og færgeterminaler til Århus og Samsø.

## Historie
I det 18. århundrede havde havnen en florissant handel, idet den naturlige, gode beliggenhed i læ af Gisseløre for enden af en bred, dyb og ofte isfri fjord gav mulighed for en betydelig handel, især afsætning af korn til Norge og Flensborg.
I 2008 blev en rapport udgivet om udvidelsen af havnen, den såkaldte Ny Vesthavn.